# Megacoelus
Megacoelus is een kevergeslacht uit de familie van de boktorren (Cerambycidae). De wetenschappelijke naam van het geslacht werd voor het eerst geldig gepubliceerd in 1869 door Lacordaire.

## Soorten
Megacoelus omvat de volgende soorten:
- Megacoelus didelphis (Chevrolat, 1840)
- Megacoelus gustavi Distant, 1908
- Megacoelus hiekei Quentin & Villiers, 1970